# Super-sværvægt
Super-sværvægt er betegnelsen for en vægtklasse, der benyttes indenfor amatørboksning. I amatørboksning er super-sværvægt den tungeste vægtklasse, der benyttes for boksere på over 91 kg. Klassen ligger over sværvægt.
Super-sværvægt er en forholdsvis ny vægtklasse. Vægtklassen var på det olympiske program første gang ved Sommer-OL 1984, hvor Tyrell Biggs blev den første olympiske mester i klassen. 
Super-sværvægt var på programmet første gang ved amatør-DM i Danmark i 1981, hvor Søren B. Thomsen vandt titlen. Brian Nielsen vandt amatør-DM i super-sværvægt 5 gange i træk i årene 1988-1992, inden han blev professionel. 
Professionel boksning benytter ikke super-sværvægt. Da der i professionel boksning imidlertid anvendes vægtklassen cruiservægt mellem letsværvægt og (professionel) sværvægt, svarer amatørernes super-sværvægt derfor stort set til de professionelles sværvægt. 
Super-sværvægt benyttes også indenfor andre sportsgrene, men har da andre definitioner. 

## Olympiske mestre i Super-sværvægt
- 1984 –  Tyrell Biggs
- 1988 –  Lennox Lewis
- 1992 –  Roberto Balado
- 1996 –  Wladimir Klitschko
- 2000 –  Audley Harrison
- 2004 –  Alexander Povetkin
- 2008 –  Roberto Cammarelle
- 2012 –  Anthony Joshua
- 2016 –  Tony Yoka
- 2020 –  Bakhodir Jalolov